# 自由—國家聯盟
澳大利亞政治上的聯盟（英語：Coalition）特指由澳大利亞自由黨（及其前身政黨）和澳大利亞國家黨及其它關聯地方性政黨組成的保守派政治联盟，官方正式名称是自由—國家聯盟（Liberal-National Coalition）或自由—国家党（Liberal-National Party，简称），中文常譯作聯盟黨。
雖然參加聯盟的各黨有各自獨立的黨組織，但由於在選舉和議會投票中構成長期穩定的聯盟組織，一般在選舉和表決等方面整個聯盟被當作一個政黨。一般在論述澳洲政治勢力時，聯盟與澳大利亞工黨被認爲是澳大利亞的兩大政黨。聯盟内的國家黨雖然長期議席數位列第三，但也不被認爲是第三大黨，而是保守派聯盟的一部分，聯盟贏得聯邦選舉的時候共同執政，在野時則同為反對黨。
联盟党最近在联邦层面执政的时期是2013年至2022年，在2022年澳洲联邦大选中工党击败联盟党，2022年5月23日工党内阁宣誓就职，联盟党内阁任期结束。在2025年聯邦大選中自由黨遭遇壓倒性潰敗後，國家黨一度未與自由黨達成正式的聯邦層級聯盟協議，從而打破了自1987年以來兩黨之間的聯盟關係，但在自由黨於關鍵政策上作出讓步後，兩黨在分家8天後重組。兩黨在新南威爾斯州和維多利亞州結盟，並在西澳達成反對黨協議。目前联盟党仍是塔斯马尼亚州、北領地及昆士蘭州的州政府执政党。

## 意識形態
自由黨和國家黨的政治理念稍有不同。自由黨的現代理念是自由保守主义，即社会保守主义爲主、古典自由主義爲輔，其基本盘主要是城市人口中的上层阶级和上层中产阶级，其中建制派和小生意业主占多；而國家黨原名“乡村党”，是農業主義的保守政黨，基本盘来自乡镇（特别是圣经带）人口。總體來説，國家黨在經濟問題上要比自由黨更倾向保护主义、更反对全球化和多元文化，在社會議題上更傾向右翼排外的宗教保守主义和民族保守主义。

## 合作机制
聯盟最早形成是在1922年，其後雖有變化和短期分裂，在大多數時候自由黨及其前身政黨（主要是澳大利亞聯合黨）都和國家黨（過去叫“鄉村黨”）維持聯盟協定。政治任務上兩黨各有分工：自由黨基本負責城鎮地區，國家黨基本負責農村地區。一般兩黨不會在同一選區提名不同的候選人，但也時有例外。由於澳大利亞總人口高度城市化，而人口又集中在新南威爾士州（特別是其首府悉尼，人口占全州三分之二）和維多利亞州（特別是其首府墨爾本，人口占全州四分之三），因此在聯邦層面，以及在新南威爾士州和維多利亞州，國家黨都是較弱的合作夥伴。相反，在農業人口較多的州和領地，歷史上國家黨則是較強的合作夥伴，但近年來由於人口城市化和工黨在農村的支持率升高，國家黨已普遍成爲聯盟中的弱勢方。此外，聯盟還包括在昆士蘭州和北領地活動的兩個地方性政黨（在這兩個地方自由黨和國家黨沒有分別的黨組織）。國家黨和自由黨在國會有各自的議會黨團，但在政策方面會召開聯合黨團會議。通常執政時，自由黨领袖任總理，國家黨领袖任副總理，不過歷史上聯盟執政時曾出現過三任國家黨籍的过渡性總理。但是聯盟在野時，國家黨黨魁不是反對黨副領袖：反對黨領袖、副領袖分別由自由黨黨魁、副黨魁出任，

## 历史
1922年，之前执政的澳大利亚国民党未能取得议会多数席位，当时的新秀政党乡村党作为第三大党取得了足够左右制衡的席位。为了换取乡村党的长期支持，国民党在1923年与乡村党达成正式联盟协议，包括撤换国民党的左翼党魁，并将接近半数的内阁位置拨给乡村党，国民党由中间偏左转为右翼政党。与工党竞争的保守派联盟由此形成。1931年，国民党由于势力削弱，和其他党派合并成立了澳大利亚联合党，开始了联合党-乡村党联盟时代。1945年联合党解散，主要右翼党的角色由新成立的自由党代替，乡村党随之改与自由党联盟，形成自由党-乡村党联盟至今（后来乡村党改名为国家党）。
联盟在1922年形成后，在過去100年有約三分之二的時間在聯邦層面取得執政地位，1922－1929年，1932－1941年，1949－1972年，1975－1983年，1996－2007年，2013年－2022年間為執政黨。
2025年澳大利亚联邦大选后，国家党领袖大卫·利特尔普劳德宣布，国家党将不再与自由党结盟，两党的主要分歧在于核能政策、澳大利亚地区未来基金和国家党的超市强制撤资权等议题。尽管如此，合并而来的昆士蘭自由國家黨和北領地鄉村自由黨仍维持联盟身份，其在多个州的联盟也继续存在。大卫·利特尔普劳德表示："我向苏珊·雷作出承诺，将每天与她共同努力修复关系，争取在下届大选前重新建立联盟。"

## 各州發展
聯盟在各州的情況如下：
- 在人口最大州新南威爾士州兩黨維持長期聯盟，兩黨只有在新南威爾士從未分裂也從未合併。
- 在人口第二大州維多利亞州，兩黨曾有分裂，但現在處於聯盟狀態。目前在維多利亞州聯盟是反對黨。
- 國家黨在農業大州昆士蘭州歷史上曾是較強的合作夥伴，但由於人口城市化和工黨在農村的支持率上升，國家黨的支持率日益下降，以致2007年國家黨決議與該州的自由黨合併，成爲“昆士兰自由国家党”，同時為自由黨和國家黨在該州的關聯黨，2012年州議會選舉，自由國家黨取得壓倒性勝利，獲得89席中的78席，但執政僅一屆即失去政權。目前在昆士蘭州，自由国家党是執政黨。
- 兩黨在西澳大利亞州沒有聯盟協議，“西澳國家黨”是和聯邦國家黨合作的獨立政黨，有自己的黨組織。西澳國家黨和該州的自由黨沒有聯盟關係，因此在州選舉和聯邦選舉中該州的選區西澳國家黨和自由黨處於競爭關係。西澳國家黨在西澳州議會中是第三大黨。西澳國家黨在聯邦議會現有一名衆議員，2012年以前在議會内曾為中立議員，但2012年以後開始加入國家黨和自由黨一方，但不參加國家黨和自由黨的聯合黨團會議。在州政府层面，2008年选举后西澳國家黨和自由黨起达成临时合作协议组成联盟政府并執政至2017年。
- 在南澳大利亞，國家黨和自由黨1932年合併為“自由和鄉村同盟”，1973年併入自由黨，但又有黨員分出創建鄉村黨（后改南澳國家黨），是小黨。2004－2010年南澳國家黨的唯一議員曾支持工黨組閣，並入閣擔任廳長，因此有評論認爲至少在這段時間南澳是唯一一個國家黨和工黨組成聯盟的州。南澳國家黨没有参加2010年州選舉，但參與了2013年聯邦選舉。
- 塔斯馬尼亞州和澳大利亞首都領地沒有國家黨，只有自由黨活動。目前塔斯馬尼亞州由自由黨執政，首都領地由工黨執政。
- 在北領地，自由黨和國家黨都從未有過黨部，但共同承認當地的“鄉村自由黨”為關聯黨。鄉村自由黨在聯邦議會的參議院有一個席位。鄉村自由黨2012-2016年在北領地執政，现在是執政黨。